# Fluorid zlatičný
Fluorid zlatičný je anorganická sloučenina se vzorcem Au2F10 (dimer) (Monomerní forma se v pevném skupenství nevyskytuje). Jedná se o sloučeninu zlata v nejvyšším oxidačním čísle. Tato červená pevná látka je rozpustná v kyselině fluorovodíkové, ovšem tento roztok se rozkládá za uvolnění fluoru.

## Výroba
Au2F10 se vyrábí zahříváním kovového zlata v kyslíkovo–fluorové atmosféře při teplotě 370 °C a tlaku 8 atmosfér za vzniku dioxygenylfluoridu:
2 Au(s) + O2(g) + 3 F2(g) → O2AuF6(s).
Dioxygenylfluorid se pak rozkládá při 180 °C za vzniku fluoridu zlatičného:
2 O2AuF6(s) → Au2F10(s) + 2 O2(g) + F2(g).

## Struktura
Au2F10 je jediný známý dimerní fluorid s prvkem v oxidačním čísle V; ostatní jsou buď monomerní (P, As, Sb, Cl, Br, I), tetramerní (Nb, Ta, Cr, Mo, W, Tc, Re, Ru, Os, Rh, Ir, Pt), nebo polymerní (Bi, V, U).
V plynném skupenství se vyskytuje směs dimeru a trimeru v poměru 82:12.

## Reaktivita
Fluorid zlatičný je nejsilnější známý akceptor fluoridového aniontu, silnější než fluorid antimoničný.